# Formalismo ADM

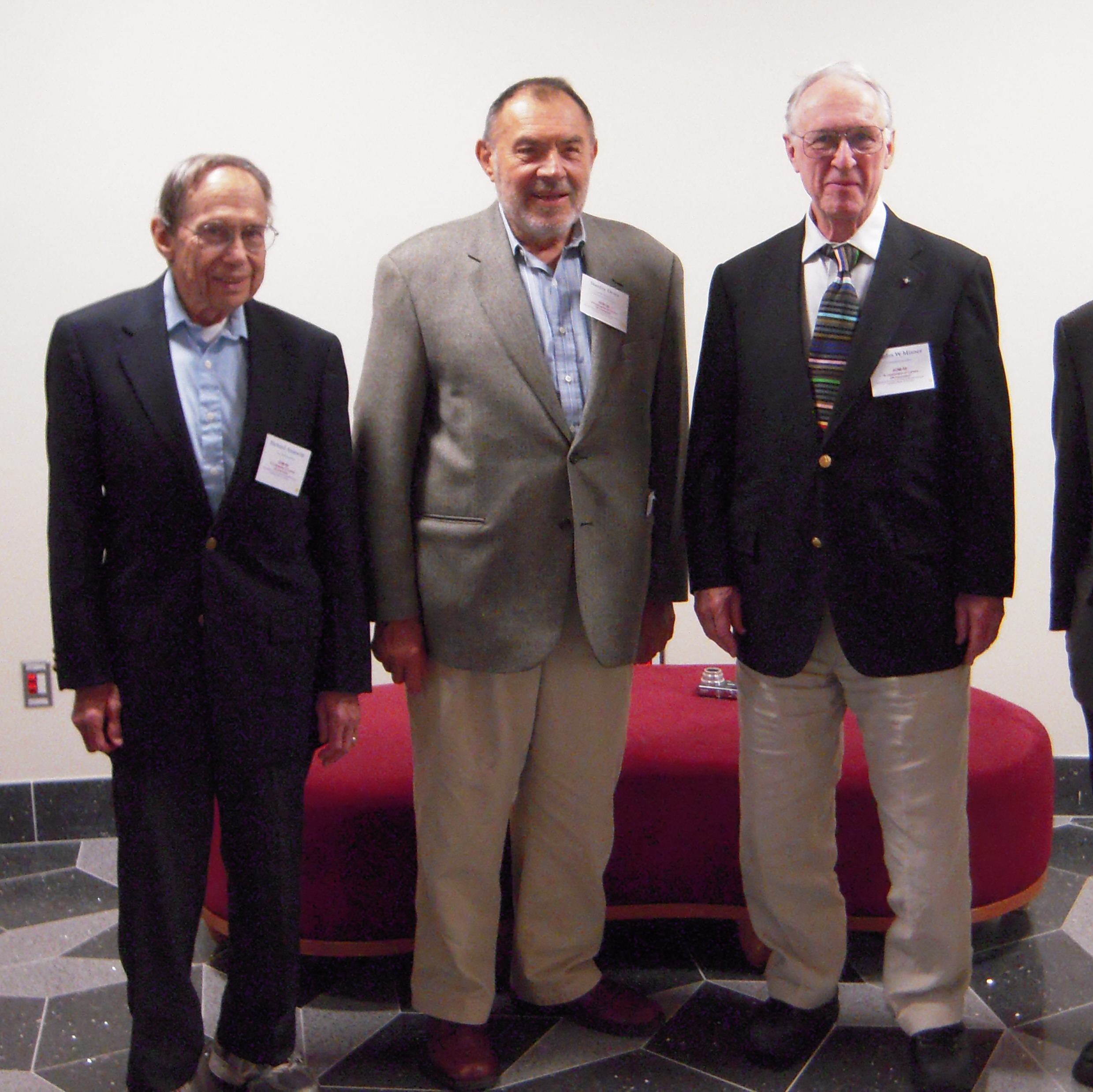
Richard Arnowitt, Stanley Deser y Charles Misner en la conferencia ADM-50: A Celebration of Current GR Innovation celebrada en noviembre de 2009 a honor el 50º aniversario de su artículo.

El formalismo ADM, nombrado por sus autores Richard Arnowitt, Stanley Deser y Charles W. Misner, es una formulación hamiltoniana de la relatividad general que juega un papel importante en la gravedad cuántica y en la relatividad numérica. Fue publicado por primera vez en 1959.
La revisión completa del formalismo que los autores publicaron en 1962 fue reeditada en la revista General Relativity and Gravitation, mientras que los artículos originales se pueden encontrar en los archivos de Physical Review.

## Visión general
El formalismo supone que el espacio-tiempo está foliado en una familia de superficies tipo espacio {\displaystyle \Sigma _{t}}, etiquetadas por su coordenada temporal {\displaystyle t}, y con coordenadas en cada sección dadas por {\displaystyle x^{i}}. Las variables dinámicas de esta teoría son el tensor métrico de las secciones espaciales tridimensionales {\displaystyle \gamma _{ij}(t,x^{k})} y sus momentos conjugados {\displaystyle \pi ^{ij}(t,x^{k})}. Utilizando estas variables es posible de definir un hamiltoniano, y así escribir las ecuaciones de movimiento para relatividad general en la forma de las ecuaciones de Hamilton.
Además de las doce variables {\displaystyle \gamma _{ij}} y {\displaystyle \pi ^{ij}}, hay cuatro multiplicadores de Lagrange: la función de lapso, {\displaystyle N}, y las componentes del campo vectorial desplazamiento, {\displaystyle N_{i}}. Estos describen cómo están unidas cada una de las "hojas" {\displaystyle \Sigma _{t}} de la foliación del espacio-tiempo. Las ecuaciones del movimiento para estas variables puede se pueden especificar libremente; esta libertad corresponde a la libertad para especificar la elección del sistema de coordenada en espacial y tiempo.

## Deducción

### Notación
La mayoría de las referencias adoptan la notación en la que los tensores cuadridimensionales se escriben con la notación de índices abstractos, y que los índices griegos son índices de espacio-tiempo que toman valores (0, 1, 2, 3) y los índices latinos son índices espaciales que toman valores (1, 2, 3). En esta sección, un superíndice (4) se antepone a las cantidades que típicamente tienen versiones tanto tridimensionales como cuadridimensionales, como el tensor métrico para las secciones tridimensionales{\displaystyle g_{ij}} y el tensor métrico para el espacio-tiempo cuadridimensional completo {\displaystyle {^{(4)}}g_{\mu \nu }}.
Este texto utiliza la notación de Einstein en la que se asume sumación en los índices repetidos.
Se usan dos tipos de derivadas: las derivadas parciales se denotan por el operador {\displaystyle \partial _{i}} o por subíndices precedidos por una coma. Las derivadas covariantes se denotan por el operador {\displaystyle \nabla _{i}} o por el subíndice precedido por un punto y coma.
El valor absoluto del determinante de la matriz de coeficientes de tensor métrico está representada por {\displaystyle g} (sin índices). Otros símbolos de tensores escritos sin los índices representan la traza del tensor correspondiente, como {\displaystyle \pi =g^{ij}\pi _{ij}}.

### Formulación lagrangiana
El punto de partida para el ADM la formulación es el lagrangiano
{\displaystyle {\mathcal {L}}={^{(4)}R}{\sqrt {^{(4)}g}}}
que es un producto de la raíz cuadrada del determinante del tensor métrico cuadri-dimensional del espacio-tiempo completo y su escalar de Ricci. Esto es el lagrangiano de la acción de Hilbert-Einstein.
El resultado deseado de la deducción es definir un embebimiento de secciones tridimensionales en el espaciotiempo cuadridimensional. La métrica de las secciones tridimensionales
{\displaystyle g_{ij}={^{(4)}}g_{ij}\,\!}
serán las coordenadas generalizadas para la formulación hamiltoniana. Los momentos conjugados se calculan como
{\displaystyle \pi ^{ij}={\sqrt {^{(4)}g}}\left({^{(4)}}\Gamma _{pq}^{0}-g_{pq}{^{(4)}}\Gamma _{rs}^{0}g^{rs}\right)g^{ip}g^{jq}}
utilizando definiciones y técnicas estándares. Los símbolos {\displaystyle {^{(4)}}\Gamma _{ij}^{0}} son los símbolos de Christoffel asociados con la métrica del espacio-tiempo cuadridimensional completo. El lapso
{\displaystyle N=\left(-{^{(4)}g^{00}}\right)^{-1/2}}
y el vector desplazamiento
{\displaystyle N_{i}={^{(4)}g_{0i}}\,\!}
son los elementos restantes del tensor métrico cuadri-dimensional.
Habiendo identificado las cantidades para la formulación, el próximo paso es reescribir el lagrangiano en términos de estas variables. La expresión nueva para el lagrangiano
{\displaystyle {\mathcal {L}}=-g_{ij}\partial _{t}\pi ^{ij}-NH-N_{i}P^{i}-2\partial _{i}(\pi ^{ij}N_{j}-{\frac {1}{2}}\pi N^{i}+\nabla ^{i}N{\sqrt {g}})}
se ha escrito oportunamente en términos de las dos cantidades nuevas
{\displaystyle H=-{\sqrt {g}}\left[^{(3)}R+g^{-1}\left({\frac {1}{2}}\pi ^{2}-\pi ^{ij}\pi _{ij}\right)\right]}
y
{\displaystyle P^{i}=-2\pi ^{ij}{}_{;j}}
que son conocidos como la ligadura del hamiltoniano y la ligadura del momento respectivamente. Notar también que el lapso y el desplazamiento aparecen en el lagrangiano como multiplicadores de Lagrange.

### Ecuaciones de movimiento
A pesar de que las variables en el lagrangiano representan el tensor métrico en espacios tridimensionales embebidos en el espacio-tiempo cuadridimensional, es posible y deseable utilizar los procedimientos habituales de mecánica lagrangiana para derivar "ecuaciones de movimiento" que describan la evolución temporal de la métrica {\displaystyle g_{ij}} y su momento conjugado {\displaystyle \pi ^{ij}}. El resultado
{\displaystyle \partial _{t}g_{ij}=2Ng^{-1/2}(\pi _{ij}-{\frac {1}{2}}\pi g_{ij})+N_{i;j}+N_{j;i}}
y
{\displaystyle \partial _{t}\pi ^{ij}=-N{\sqrt {g}}(R^{ij}-{\frac {1}{2}}Rg^{ij})+{\frac {1}{2}}Ng^{-1/2}g^{ij}(\pi ^{mn}\pi _{mn}-{\frac {1}{2}}\pi ^{2})-2Ng^{-1/2}(\pi ^{in}\pi _{n}{}^{j}-{\frac {1}{2}}\pi \pi ^{ij})}
{\displaystyle -{\sqrt {g}}(\nabla ^{i}\nabla ^{j}N-g^{ij}\nabla ^{n}\nabla _{n}N)+\nabla _{n}(\pi ^{ij}N^{n})-N^{i}{}_{;n}\pi ^{nj}-N^{j}{}_{;n}\pi ^{ni}}
es un conjunto no lineal de ecuaciones diferenciales parciales.
Tomando variaciones con respetar al lapso y el desplazamiento se obtienen ecuaciones de ligadura
{\displaystyle H=0}
y
{\displaystyle P^{i}=0}
y el lapso y el desplazamiento se pueden especificar libremente, reflejando el hecho que hay libertad de elección de sistemas de coordenadas en espacio y tiempo.

## Aplicación a gravedad cuántica
Utilizando la formulación ADM, es posible de intentar para una teoría cuántica de la gravedad, en la misma manera que se construye la ecuación de Schrödinger que corresponde a un hamiltoniano en mecánica cuántica. Esto es, se reemplazan los momentos canónicos {\displaystyle \pi ^{ij}(t,x^{k})} y las funciones métricas espaciales por operadores diferenciales funcionales lineales
{\displaystyle {\hat {g}}_{ij}(t,x^{k})\to g_{ij}(t,x^{k})}
{\displaystyle {\hat {\pi }}^{ij}(t,x^{k})\to -i{\frac {\delta }{\delta g_{ij}(t,x^{k})}}}
Más precisamente, la sustitución de las variables clásicas por operadoras está dictada por las relaciones de conmutación. Los sombreros representan operadores en la teoría cuántica. Esto conlleva la ecuación de Wheeler–DeWitt.

## Aplicación a soluciones numéricas de las ecuaciones de Einstein
Hay relativamente pocas soluciones exactas a las ecuaciones de campo de Einstein. Para encontrar otras soluciones, hay un campo activo de estudio conocida como relatividad numérica, en la que se emplean supercomputadores para encontrar soluciones aproximadas a las ecuaciones. Para construir tales soluciones numéricamente, la mayoría de los investigadores empiezan con una formulación de las ecuaciones de Einstein estrechamente relacionadas con la formulación ADM. Los enfoques más comunes empiezan con un problema de valores iniciales basado en el formalismo ADM.
En las formulaciones hamiltonianas, el punto básico es la sustitución de un conjunto de ecuaciones de segundo orden por otro conjunto de ecuaciones de primer orden. Naturalmente, esto es muy útil para la física numérica, porque la reducción del orden de ecuaciones diferenciales es necesaria al preparar las ecuaciones para un ordenador.

## Energía ADM
La energía ADM es una manera especial de definir la energía en relatividad general que solo es aplicable a algunas geometrías especiales del espacio-tiempo que tienden asintóticamente a un tensor métrico bien definido en el infinito — por ejemplo un espacio-tiempo que se aproxime asintóticamente al espacio de Minkowski. La energía ADM en estos casos está definida como una función de la desviación del tensor métrico respecto de su forma asintótica. En otras palabras, la energía ADM se calcula como la intensidad del campo gravitacional en el infinito.
Si la forma asintótica requerida es independiente del tiempo (como el espaciotiempo de Minkowski), entonces respeta la simetría bajo traslaciones temporales. El teorema de Noether implica que la energía ADM se conserva. Según la relatividad general, la ley de conservación para la energía total no es válida en espacio-tiempos más generales, dependientes del tiempo – por ejemplo, se viola completamente en la cosmología física. La inflación cósmica en particular es capaz de producir energía (y masa) de "la nada" porque la densidad de energía del vacío es aproximadamente constante, pero el volumen del Universo crece exponencialmente.